# 八蜡
八蜡是古代中國人所祭祀八種與農業有關的神祇。現在中國民間仍視八蜡為除蟲捍災禦患的神祇，祭祀於八蜡廟。八蜡的祭祀稱為八蜡之祭、大蜡之禮或八蜡祭。
《禮記·郊特牲》記載：“八蜡以祀四方”。據東漢經學家鄭玄所注，八蜡是，「先嗇」一也；「司嗇」二也；「農」三也，「郵表畷」（音「墜」，或說「卓」）四也；「貓虎」五也；「坊」六也；「水庸」七也、「昆蟲」八也。
另史志所載：“古有八蜡之祭，每歲建亥之月，田功告成，則合聚八神而報響之，謂之八蜡”。古代的八蜡祭舉行時，皇帝與人民都會參加。
- 八蜡分別指：

1. 先嗇：先农之神
2. 司嗇：后稷之神
3. 農：農夫之神
4. 郵表畷：田間小亭之神
5. 貓虎：防備田鼠、山豬之神
6. 坊：堤防之神
7. 水庸：城隍之神
8. 昆蟲：害蟲之神

## 沿革
據《三禮圖考》記載，堯帝早巳祭祀八蜡。《禮記》中載有一首號稱堯所作的《蜡辭》：“土反其宅！水歸其壑！昆蟲毋作！草木歸其澤！土反其宅！水歸其壑！昆蟲無作！豐年若土，歲取千百！”由於伊耆氏可能指神農氏、堯或周代設置的職官，所以八蜡最遲源於周代。唐代司馬貞为《史記》补作的《三皇本纪》載:“始教耕，故號神農氏，於是作蜡祭，以赭鞭鞭草木。”一般相信伊耆氏所祀的八蜡，是指上古時代。無論如何，八蜡之祭發展到漢、唐時，蜡祭的活動巳變得隆重；但於明、清時期，卻時行時止。
1. ↑   . 维基文库.